# حلقة أنف (حيوانات)

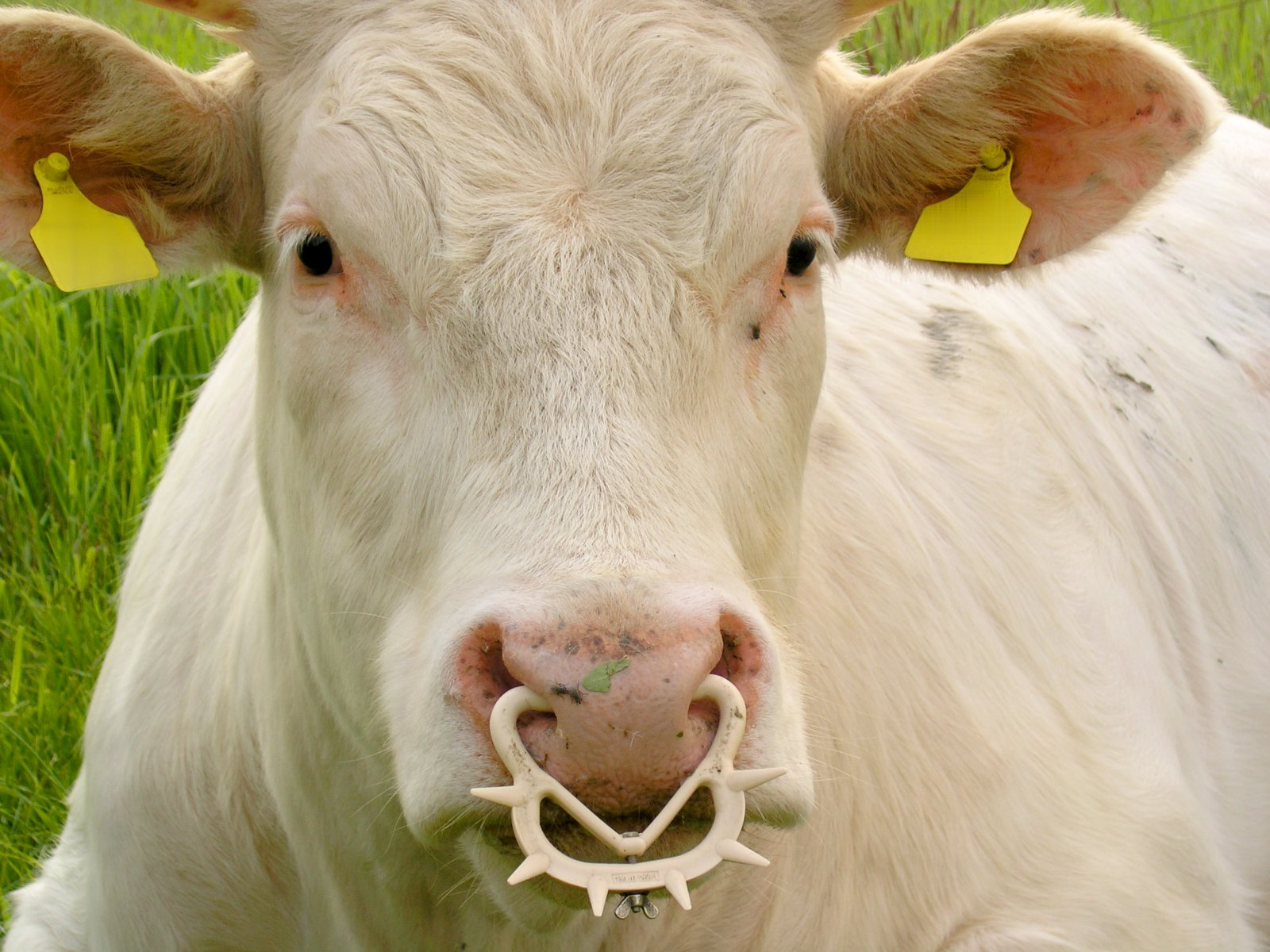
حلقة الأنف بشكل مُغاير ومختلف.

حلقة الأنف أو البُرَة أو الحَكَمَة أو الخطام هو خاتم مصنوع من معدن مصممة ليتم تثبيتها من خلال الحاجز الأنفي من الماشية وخاصة الثيران، وتستخدم هذة الحلقات للتحكم والسيطرة على الثور، حيث تمثل هذة المنطقة (الحاجز الأنفي) بمثابة نقطة ضعف للحيوان، ومنطقة حساسة في جسمه. وعادةً يتم وضع الطوق على الثور ما بين 9 إلى 12 شهراً من العمر. ويتم ذلك عادة من قبل طبيب بيطري، الذي يخترق الحاجز بمشرط بسيط. وتساعد هذه الحلقة الراعي أو المزارع للسيطرة على الحيوانات، فبمجرد مسكه لهذة الحلقة المعدنية أو البلاستيكية يمكنه التحكم بحركة الحيوان كيفما شاء. ولها تصاميم عديدة والبعض يقوم بالتعبير عن فنون مُختلفة من خلال صنع حلقات الأنف.